# Кид Галахад (фильм, 1937)
«Кид Галахад» (англ. Kid Galahad) — американский спортивно-криминальный фильм режиссёра Майкла Кёртиса, который вышел на экраны в 1937 году.
Фильм рассказывает о промоутере боксёрских поединков Нике Донати (Эдвард Г. Робинсон), который находит молодого перспективного парня (Уэйн Моррис), которому даёт имя Кид Галахад, предполагая вырастить из него чемпиона мира в тяжёлом весе. В процессе работы он сталкивается с преступным конкурентом-промоутером (Хамфри Богарт), который растит собственного чемпиона. Тем временем у Кида начинаются отношения с сестрой Ника, что вызывает возмущение последнего, который решает подставить своего подопечного в решающем бою. Однако благодаря девушке Ника (Бетт Дейвис), влюблённой в Кида, он побеждает и становится чемпионом, что приводит к кровавой развязке между менеджерами.
Критики высоко оценили картину как один из лучших боксёрских фильмов 1930-х годов, особенно отметив режиссуру Майкла Кёртиса, а также отличную игру исполнителей главных ролей, хотя сама история и не показалась особенно оригинальной.
На фильм было сделано два римейка «Фургоны идут по ночам» (1941), также с участием Богарта, действие которого происходит в цирковой среде, и одноимённый музыкальный фильм 1962 года с Элвисом Пресли в роли боксёра. Чтобы не путать его с римейком с участием Пресли, данный фильм для демонстрации по телевидению был переименован в «Бьющийся коридорный» (англ. The Battling Bellhop).

## Сюжет
В Майами боксёр Бёрк, который работает на авторитетного промоутера Ника Донати (Эдвард Г. Робинсон), втайне от своего босса решает уйти из спорта и женится на девушке, которую полюбил. Чтобы заработать себе на дальнейшую жизнь, Бёрк вопреки указанию своего босса и тренера Сильвера Джексона (Гарри Кейри) сдаёт бой за звание чемпиона в тяжёлом весе своему сопернику Чаку Макгроу (Уильям Хааде), который работает на криминального промоутера Тёрки Моргана (Хамфри Богарт). Ник решает расстаться с Бёрком, и вместе со своей близкой подругой Луиз Филипс по прозвищу «Флафф» (Бетт Дейвис) устраивает на оставшиеся деньги шумную, многодневную вечеринку, после которой намеревается приступить к поискам нового перспективного боксёра. Во время вечеринки Ник сообщает влиятельному спортивному журналисту Джо Тейлору (Джо Каннингэм), что бросил Бёрка. Тем временем для обслуживания гостей руководство гостиницы присылает посыльного, высокого и атлетично сложенного красавца Уорда Гуйзенберри (Уэйн Моррис), на которого девушки сразу же обращают внимание. Ник поручает Уорду приготовить коктейли, однако тот не имеет никакого опыта, так как совсем недавно переехал в город с фермы, и к тому же не употребляет алкоголь. Флафф берёт Уорд под свою опеку, показывая, как делать коктейли. Силвер сообщает своему боссу, что Бёрк сдал бой Макгроу за взятку в 25 тысяч долларов, которую заплатил ему Морган. Тем временем на вечеринке появляется Морган вместе с Чаком Макгроу. Заметив Уорда, Морган начинает издеваться над ним, обрезая ему брюки. Когда Флафф вступается за парня, Морган угрожающе надвигается на неё. Уорд становится на защиту девушки, и, когда Макгроу собирается её ударить, сам бьёт чемпиона, посылая в глубокий нокдаун. Увидев эту сцену, Ник немедленно уводит Уорда, при этом решая для себя, что из этого парня вырастит перспективный боксёр, раз он без всякой подготовки послал в нокдаун опытного профессионала. Морган хочет наказать Уорда, однако Ник предлагает выяснить отношения на ринге, договариваясь о том, что Уорд проведёт бой с одним из боксёров Моргана. После вечеринки Ник, выяснив, что Уорд занимался в боксёрском клубе, предлагает стать ему профессиональным боксёром. Флафф, которая впечатлена благородным поведением Уорда, предлагает дать ему имя Кид Галахад в честь знаменитого рыцаря «круглого стола» и защитника дам. Наедине Флафф рассказывает Киду о криминальной подноготной боксёрского мира, и о том, что если он станет боксёром, то ему может грозить смертельная опасность со стороны Тёрки Моргана и других преступных дельцов. Однако Кид рассматривает боксёрскую карьеру как свой шанс в жизни, рассчитывая заработать деньги на покупку собственной фермы. Некоторое время спустя Ник договаривается о бое против Сэма Макгроу, брата Чарльза. Вопреки опасениям Флафф и прогнозам, благодаря качественной подготовке Сильвера Кид побеждает Сэма нокаутом. После окончания боя Ник поручает Флафф и Сильверу немедленно увезти и спрятать Кида, так как опасается мести со стороны Моргана. Они отправляются на поезде в Нью-Йорк, однако у дверей гостиницы, где обычно останавливается команда Ника, они встречают Моргана. Тот пытается уговорить Кида подписать контракт с ним, однако Кид настаивает на том, что подпишет контракт только с Ником. Дело доходит до ссоры, и Кид бьёт Моргана в лицо, после чего Флафф понимает, что парня нужно срочно спрятать, поскольку бандиты объявят на него охоту. Не придумав ничего лучше, она отправляет Кида в сопровождении Сильвера на ферму к матери Ника (Соледад Хименес), несмотря на то, что Ник категорически запретил вмешивать его семью в боксёрский бизнес. Кид знакомится с миссис Донати, с которой у него как у фермерского сына сразу же устанавливаются тёплые отношения. Он также знакомится с сестрой Ника, Марией (Джейн Брайан), только что закончившей школу молодой девушкой, которая тайно восхищена красотой Кида и сразу же начинает ревновать его к Флафф. Узнав о переезде Кида, возмущённый Ник немедленно приезжает на ферму, забирая Кида обратно в город и запрещая Марии «путаться с такими парнями, как он». В Нью-Йорке Ник проводит презентацию Кида Галахада для прессы, после чего организует серию успешных боёв, большинство из которых Кид выигрывает нокаутом. Успехи Кида на ринге позволяют вести переговоры о чемпионском бое с Чаком Макгроу, однако Ник не торопится с переговорами, понимая, что Киду для такого боя требуется как минимум несколько месяцев подготовки. Не подозревая, что Флафф влюблена в него, Кид доверительно рассказывает ей, что влюблён в Марию. Несмотря на свои чувства, Флафф убеждает Кида ехать на ферму миссис Донати, заявляя, что «никто не имеет права мешать твоему счастью». Кид приезжает на ферму, где объясняется Марии в любви, которая, как выясняется, тоже любит его, и Кид делает девушке предложение, даря дорогие часы. Тем временем Флафф объявляет Нику о своём уходе, признаваясь ему, что любит Кида, а он её нет, и потому она не сможет выносить постоянное общение с ним. Флафф возвращается в ночной клуб, где когда-то работала танцовщицей и певицей. Не зная о помолвке Кида с Марией, Ник инструктирует его на предстоящий бой с очередным бойцом Моргана, требуя от него спокойной победы без нокаута. В ходе боя Морган поручает своему боксёру вывести Кида из себя, намекнув на его отношения с Флафф. Слова противника действительно выводят Кида из равновесия и он посылает того в нокаут. Понимая, что после такого боя Кид в ближайшее время не готов выходить на чемпионский бой, Ник собирает пресс-конференцию, на которой объявляет, что бой с Макгроу состоится не раньше, чем через несколько месяцев. Посмотреть бой приехала в Мария, вместе с которой Кид отправляется на автопрогулку по вечернему Нью-Йорку. По просьбе Марии Кид отвозит её в ночной клуб, чтобы познакомится с Флафф. После сольного номера Флафф Кид знакомит с ней Марию, и между двумя женщинами сразу устанавливаются очень хорошие отношения. В этот момент в тот же клуб приезжает Морган для разговора с Чаком, который пьянствует с двумя девушками в отдельном кабинете. Промоутер выгоняет девок и приказывает Чаку немедленно приступить к тренировкам, чтобы организовать бой с Кидом до тех пор, пока тот не набрал полную силу. Столкнувшись с Кидом в зале, пьяный Чак бьёт его, после чего возмущённый Кид заявляет, что готов с ним драться хоть через месяц. Журналисты фотографируют сцену в клубе, снимая Кида вместе с Марией. Несмотря на уговоры Флафф, Тейлор публикует в газете фотографию Кида и Марии, что приводит Ника в бешенство. Узнав об этой публикации, Ник мчится на ферму, куда Кид только что привёз Марию, упрекая её в том, что она действует против его воли, шатаясь по клубам. Ник даёт ей пощёчину, в ответ получая удар от Кида, который заявляет, что они с Марией любят друг друга, и Ник не имеет права вмешиваться в их личную жизнь. Намереваясь отомстить Киду, Ник по приезде в город объявляет, что бой с Макгроу состоится в следующем месяце. При этом он обманывает Кида, заявляя, что их личные отношения здесь ни при чём. Ник сообщает, что Чак последнее время много пил и не успеет набрать форму, инструктируя своего боксёра вести бой максимально агрессивно и победить нокаутом. Бой вызывает ажиотаж и собирает полные трибуны. Шансы оцениваются как примерно равные, идёт активный приём ставок, при этом Ник через своих людей ставит 50 тысяч долларов на победу Макгроу. Узнав об этом, Морган выясняет у Ника, что тот решил отомстить Киду, после чего делает максимальную ставку на своего бойца. Перед боем Морган угрожает Нику, что «если Макгроу не выиграет, ты больше никому ничего не скажешь». Посмотреть бой приходят и Флафф вместе с Марией. Вопреки мнению Силвера, который считает, что бой надо вести осторожно, не пренебрегая защитой, Ник требует от Кида уложить Макгроу уже в первом раунде. Однако безрассудная наступательная тактика Ника приводит к тому, что уже в первом раунде Кид дважды оказывается в нокдауне. После ещё нескольких раундов со взаимными нокдаунами, Силвер понимает, что Ник намеренно ведёт бой к поражению Кида. Когда она пытается возражать против установок Ника, тот увольняет его. Флафф не выдерживает, и требует, чтобы Ник прекратил уничтожение Кида, как она полагает, из ревности, что она полюбила его. Наконец, Ник поддаётся уговорам Флафф и даёт указание поменять тактику боя. Он меняет ставки на победу Кида, требует пригласить полицейское подкрепление и передать ему оружие. Затем он возвращает Сильвера и поручает Киду изматывать соперника и экономить силы. Несколько раундов спустя, после появления в зале копов, по указанию Ника Кид резко переходит к активным действиям, и вскоре посылает Макгроу в нокаут. После окончания боя Морган с подручным обманным путём проникает в раздевалку Кида. Угрожая оружием, Кид выгоняет всех представителей прессы, оставаясь наедине с Ником, Кидом и Сильвером. Ник выхватывает из кармана пистолет, и они с Морганом одновременно стреляют друг в друга. Морган умирает на месте, а тяжело раненый Ник просит у Марии и Кида прощения и желает им любви и счастья. Он благодарит за всё и Флафф, после чего поздравляет всех с тем, что они стали чемпионами и умирает. Флафф обнимает на прощание Марию и Кида, после чего уходит вдоль по коридору.

## В ролях
- Эдвард Г. Робинсон — Ник Донати
- Бетт Дейвис — Луиз «Флафф» Филлипс
- Хамфри Богарт — Тёрки Морган
- Уэйн Моррис — Уорд Гуйзенберри «Кид Галахэд»
- Джейн Брайан — Мэри Донати
- Гарри Кэри — Силвер Джексон
- Уильям Хааде — Чак Макгроу
- Бен Велден — Базз Бэррет
- Джозеф Крехан — Брэйди
- Веда Энн Борг — Рыжая
- Фрэнк Фэйлен — Барни
- Соледад Хименес — миссис Донати
- Джо Каннингэм — Джо Тейлор, репортёр
- Гарри Харви — репортёр на пресс-конференции (в титрах не указан)

## История создания фильма
Сценарий фильма написал Сетон Миллер по роману Фрэнсиса Уоллеса, который был опубликован как роман с продолжением в журнале The Saturday Evening Post с 11 апреля по 16 мая 1936 года.
Рабочим названием фильма было «Бьющийся коридорный».
Как написал историк кино Фрэнк Миллер, «роман Уоллеса был естественным выбором для Warner Bros., поскольку сочетал излюбленные темы студии — боксёрский экшн и порочный гангстерский мир». Кроме того, у студии был идеальный актёр на роль крутого боксёрского менеджера Ника Донати в лице Эдварда Г. Робинсона, который стал звездой после триумфа фильма «Маленький Цезарь» (1931). А роль его соперника из гангстерского мира хорошо подходила тогдашней звезде второго плана Хамфри Богарту. Что же касается молодого коридорного, который прокладывает свой путь на боксёрский олимп, то на эту роль идеально подходил дебютант в мире кино Уэйн Моррис.
Как далее пишет Миллер, на главную женскую роль глава студии Джек Уорнер первоначально рассматривал кандидатуру начинающей актрисы Сары Джейн Фалкс (впоследствии ставшей знаменитой под именем Джейн Уайман), но когда после размолвки по поводу своего контракта на студию в более сговорчивом настроении вернулась Дейвис, он не мог не усилить фильм её звёздной мощью. Как отмечает Миллер, «Дейвис была рада получить роль второго плана, особенно потому, что она всё ещё ожидала, что студия переработает сценарий её следующего крупного фильма „Иезавель“ (1938)». По словам Миллера, она также очень хотела поработать с Робинсоном, однако уже после первого съёмочного дня Робинсон отправился к главному продюсеру Хэлу Уоллису с требованием, чтобы её заменили. По мнению актёра, она «была лишь чуть более, чем неуправляемая, хотя и способная любительница». Робинсон повторит эту оценку и в своих мемуарах, утверждая, что она оставила сцену ради Голливуда ещё до того, как научилась в полной мере управляться со своим ремеслом. Дейвис никогда не говорила плохо о Робинсоне, хотя позднее язвительно вспомнила, как он остановил съёмку сцены своей смерти ради того, чтобы пожаловаться режиссёру Майклу Кёртису на неё и вторую звезду фильма Джейн Брайан, что своими рыданиями они заглушали его финальный монолог. После этой картины Робинсон и Дейвис никогда больше не работали вместе.
Одновременно, по словам Миллера, из этого фильма выросли долгосрочные отношения между Дейвис и Ирвингом Рэппером, который позднее поставит её крупнейший хит «Вперёд, путешественник» (1942). Рэппер был взят в картину как режиссёр по постановке речи. В свой первый день на съёмочной площадке он наблюдал, как Кёртис ставит сцену драки между Дейвис и Робинсоном. Когда Дейвис не смогла достойно ответить на толчок Робинсона, Кёртис закричал: «Так не дерутся, ты чёртова бездельница!». Дейвис попросила его показать, чего он хочет, и Кёртис занял её место в сцене. Поначалу Робинсон не хотел связываться с режиссёром, опасаясь, что более крупный мужчина может ударить его в ответ, но втянулся, когда Кёртис стал играть сцену вместо Дейвис. Когда Робинсон толкнул режиссёра, тот ударился о стол и отскочил обратно, почти сбив с ног своего ведущего актёра. Дейвис всё поняла и заступила на его место. Но Робинсон забыл приспособить силу толчка к намного более лёгкой актрисе, и она полетела через весь павильон, приземлившись на колени к Рэпперу. «Боже, ты кто?» — спросила она. Когда Рэппер представился, она сострила: «Слава богу, ты поймал мячик!».
Как далее отмечает Миллер, фильм сталкивался с проблемами в Администрации Производственного кодекса как до, так и во время производства. Так, когда ещё шла работа над сценарием, глава Администрации Джозеф Брин предупредил студию, что из фильма должно быть чётко понятно, что Дейвис не является любовницей Робинсона. В сценарии естественно не было каких-либо реплик, намекающих на сексуальные отношения между ними. Однако та лёгкость, с которой персонаж Робинсона чувствовал себя в её квартире, намекала на нечто большее, чем то, что произносилось вслух. Затем, уже во время съёмок Брин озаботился тем, что их отношения показаны слишком рискованно, и потребовал переснять сцены, после чего Хэл Уоллис задумался о том, чтобы выпустить фильм вообще без одобрения Администрацией Производственного кодекса. В конце концов, стороны сошлись на том, что будут вырезаны ещё некоторые моменты. Тем не менее, в конце фильма персонаж Дейвис выглядит наказанным за «неправильные» отношения с Робинсоном, когда уходит в ночь в одиночестве (точно так же, это было с другим, ещё более спорным персонажем Дейвис, которого она сыграла в своём предыдущем фильме того же года «Меченая женщина»).
По мнению Миллера, «боксерские сцены были сняты более реально и жестоко, чем в каком-либо другом фильме до него». После сцены на ринге, в которой Моррис посылает в нокаут чемпиона, Кёртис закричал, что она выглядит фальшиво и потребовал сделать ещё один дубль. Однако пришлось подождать, пока партнёр Морриса придёт в сознание, так как тот по-настоящему оказался в нокауте. После выхода фильма его продюсер Хэл Уоллис был настолько впечатлён работой Морриса, что послал ему телеграмму: «Спасибо вам, что вы перетащили нашего мальчика через границу вымысла в реальность». Джек Уорнер был также восхищён работой Морриса, попытавшись купить под актёра права на пьесу Клиффорда Одетса «Золотой мальчик». Однако в итоге права получила студия Columbia, которая в 1939 году выпустила фильм, сделавший звездой Уильяма Холдена. Позднее Warner Bros так и не смогла найти достойного продолжения карьеры для Морриса, и в итоге актёр растворился в ролях второго плана. С другой стороны, для Дейвис фильм стал малым триумфом, принеся ей за эту картину в паре с «Меченой женщиной» титул лучшей актрисы на Венецианском кинофестивале.
На фильм был сделан римейк под названием «Фургоны идут по ночам» (1941), действие которого перенесено в цирковую среду, как это и было изначально в романе Уоллеса. Главные роли в картине исполнили Хамфри Богарт и Сильвия Сидни. Позднее, в 1962 году был сделан музыкальный римейк фильма, вновь под названием «Кид Галахад», в котором роль боксёра сыграл Элвис Пресли. Чтобы избежать путаницы с фильмом с участием Элвиса, Warner Bros для телепоказов переименовала свой фильм в «Бьющегося коридорного».

## Оценка фильма критикой
Как отметил Фрэнк Миллер, после выхода на экраны «фильм стал хитом как у критиков, так и у зрителей, многие из которых были восхищены профессионализмом Робинсона и Дейвис и обратили внимание на Морриса как на яркий молодой талант». Кроме того, «многие критики восторгались фильмом как лучшей из когда-либо сделанных боксёрских картин». В частности, журнал Variety дал картине высокую оценку, заметив, что «одна из самых старых историй кино — о подготовке чемпиона в тяжёлом весе — реализована здесь с хорошим результатом». Рецензент особо отметил «очень грамотную работу с материалом» и «высококлассные производственные качества картины». Он также обратил внимание на «необычно большой объём романтики» для фильмов такого рода, что позволило Бетт Дейвис продемонстрировать в нескольких сценах свою «продуманную игру», чему во многом способствовала блестящая операторская работа Тони Гаудио. Далее в рецензии отмечается, что «сценарий искусно обходит любую фразу или намёк, который мог бы указать на то, что Дейвис является любовницей Робинсона, который при этом постоянно по-хозяйски разгуливает по её апартаментам». Что касается Робинсона и Богарта, то, по словам издания, эти «мрачные парни обеспечивают своему соперничеству абсолютную убедительность, ведь оба актёра знают, как это сделать».
Как написал современный историк кино Деннис Шварц, этот «популярный фильм стал боксёрской классикой 1930-х годов (это один из первых боксёрских фильмов, который реалистически показал жестокость боксёрских сцен), пока в конце 1940-х годов его не сменила лента „Тело и душа“ как боксёрская картина, получившая ещё большее признание». Шварц особо выделил работу режиссёра Майкла Кёртиса, который, «несмотря на знакомую историю о коррупции в мире бокса, искусно управляет постановкой этого гангстерско-боксёрского фильма на всём его протяжении». По мнению киноведа Крейга Батлера, многое в этом фильме было новым для публики 1937 года, однако к сегодняшнему дню «фильм без сомнения растерял свою ударную мощь. Современная публика, скорее всего, тихо посмеётся над многими сюжетными поворотами, которые рискованно близки к штампам, и над персонажем самого Кида Галахада, который в скучной трактовке Уэйна Морриса выглядит как стереотипный добросердечный болван». Однако, «к счастью, режиссёром фильма является Майкл Кёртис, и хотя это далеко не лучшая его работа, ему удаётся справиться с происходящим с достаточным вкусом, чтобы сделать самые банальные моменты чуть более приемлемыми». Как далее пишет критик, «ещё более важно то, что в фильме играет трио подлинных светил, освещающих экран. Бетт Дейвис получает не ту роль, которая соответствует её таланту, но всё равно выдаёт мощную игру, используя свои знаменитые глаза, чтобы говорить во весь голос. Хамфри Богарт исполняет одну из своих патентованных ролей „крутого парня“, а Эдвард Г. Робинсон великолепен в передаче как человечных, так и бесчеловечных сторон личности Донати». Как отметил Фрэнк Миллер, «хотя этот гибрид гангстерского и боксёрского фильма и далёк от того типа картин, которые превратят Дейвис в ведущую коммерческую звезду студии несколько лет спустя, он хорошо поработал как на публику, так и на студию. Благодаря участию Дейвис этот в целом мужской фильм смог привлечь растущий легион её поклонниц, а она, в свою очередь, получила шанс показать себя более мужской аудитории. В результате фильм стал для неё хитом и останется классическим боксёрским фильмом на десятилетия», до тех пор, пока «честь лучшей боксёрской картины не унаследуют такие хиты», как «Тело и душа» (1947) и «Бешеный бык» (1980).